# Сентр (Алабама)
Сентр (англ. Centre) — місто (англ. city) в США, в окрузі Черокі штату Алабама. Населення — 3587 осіб (2020).

## Географія
Сентр розташований за координатами 34°9′19″ пн. ш. 85°40′8″ зх. д. / 34.15528° пн. ш. 85.66889° зх. д. (34.155363, -85.668842).  За даними Бюро перепису населення США в 2010 році місто мало площу 29,86 км², з яких 29,62 км² — суходіл та 0,24 км² — водойми.

## Демографія
Згідно з переписом 2010 року, у місті мешкало 3489 осіб у 1426 домогосподарствах у складі 880 родин. Густота населення становила 117 осіб/км².  Було 1690 помешкань (57/км²).
Расовий склад населення:
| - 87,0 % — білих - 9,9 % — чорних або афроамериканців - 0,4 % — корінних американців - 0,3 % — азіатів |

До двох чи більше рас належало 2,1 %. Частка іспаномовних становила 1,2 % від усіх жителів.
За віковим діапазоном населення розподілялося таким чином: 19,9 % — особи молодші 18 років, 55,6 % — особи у віці 18—64 років, 24,5 % — особи у віці 65 років та старші. Медіана віку мешканця становила 45,9 року. На 100 осіб жіночої статі у місті припадало 86,1 чоловіків;  на 100 жінок у віці від 18 років та старших — 82,3 чоловіків також старших 18 років.
Середній дохід на одне домашнє господарство  становив 43 522 долари США (медіана — 31 268), а середній дохід на одну сім'ю — 52 742 долари (медіана — 39 806). За межею бідності перебувало 25,1 % осіб, у тому числі 44,7 % дітей у віці до 18 років та 24,5 % осіб у віці 65 років та старших.
Цивільне працевлаштоване населення становило 1334 особи. Основні галузі зайнятості: освіта, охорона здоров'я та соціальна допомога — 29,4 %, виробництво — 16,2 %, транспорт — 13,6 %.